# Lumbricillus enteromorphae
Lumbricillus enteromorphae is een ringworm uit de familie van de Enchytraeidae. De wetenschappelijke naam van de soort is voor het eerst geldig gepubliceerd in 1957 door Bülow.